# Csehországban történt légi közlekedési balesetek listája
A Csehországban történt légi közlekedési balesetek listája mind a halálos áldozattal járó, mind pedig a kisebb balesetek, meghibásodások miatt történt, gyakran csak az adott légiforgalmi járművet érintő baleseteket is tartalmazza évenkénti bontásban.

## Csehországban történt légi közlekedési balesetek

### 2015
- 2015. május 19. Čáslav. Landolási manőver során túlfutott a kifutópályán és a kifutópálya melletti szántón állt meg a Magyar Honvédség JAS 39 Gripen típusú vadászgépe. A gép pilótái katapultáltak, személyi sérülés nem történt.[1]

### 2018
- 2018. szeptember 5., Pilsen. Lezuhant egy Robinson típusú helikopter. A gépen 4 fő tartózkodott, mindannyian életüket vesztették.[2]